# Společný hrob obětí pochodu smrti (Bílá Voda)
Společný hrob obětí pochodu smrti se nachází na hřbitově v Bílé Vodě v okrese Jeseník. Společný hrob je kulturní památka ČR. Hrob je evidován v centrální evidenci válečných hrobů (CZE-7102-07450).

## Historie
V lednu 1945 začala evakuace koncentračního tábora Osvětim-Březinka. Tisíce vězňů se vydaly na tzv. pochod smrti na západ. Trasa transportu vězňů procházela koncem ledna 1945 severní části Jesenicka a také obcí Bílá Voda. Na hřbitově v Bílé Vodě je pohřbeno třináct vězňů, kteří zemřeli během pochodu.

## Popis
Společný hrob byl vymezen obrubníkem a zaujímal asi tři hrobová místa. Nad hrobem byl vztyčen malý dřevěný kříž bez nápisu.
V roce 1977 byl společný hrob upraven.
SPOLEČNÝ HROB
 
TŘINÁCTI NEZNÁMÝCH OBĚTÍ NACISMU
  
POLITICKÝCH VĚZŇŮ
 
KONCENTRAČNÍHO TÁBORA BIRKENAU
 
KTEŘÍ ZAHYNULI
 
NA STRASTIPLNÉM POCHODU SMRTI
 
JAVORNICKEM V LEDNU 1945